# Drie idyllen voor strijkkwartet
Drie idyllen voor strijkkwartet is een compositie van Frank Bridge. Hij schreef het werk in 1906. Deel 1 is enigszins somber van karakter, deel 2 klinkt iets frisser, deel 3 opgewekt. De eerste uitvoering vond plaats in de Bechstein Hall op 8 maart 1907 door het Grimson Quartet, waarin Bridge zelf tweede viool speelde. Het werk is opgedragen aan E.E.S., Ethel Elmore Sinclair. Sinclair was medestudent van Bridge aan het Royal College of Music, zat in de buurt bij hem in het orkest van dat instituut en werd vanaf 2 september 1908 mevrouw Bridge.
1. Adagio molto expressivo (in cis-mineur)
2. Allegretto poco lento (in e-mineur)
3. Allegro con moto (in C-majeur)

Het vrijwel onbekende werk kreeg later in de muziekgeschiedenis een grotere betekenis. Bridge' leerling Benjamin Britten haalde het thema uit deel 2 en bewerkte het tot zijn Variaties op een thema van Frank Bridge.

## Discografie
- Uitgave Naxos: Maggina Quartet
- Uitgave Helios Coull Quartet
- Uitgave Delos: Moskou Kwartet
- Uitgave Hyperion: Goldner Quartet
- Uitgave Music and Arts: London String Quartet